# Lormova abeceda
Lormova abeceda je dotyková abeceda. Mluvčí vyznačuje jednotlivá písmena svým ukazováčkem dotykem do dlaně a na prsty ruky příjemce.

## Česká verze Lormovy abecedy

### Historie
Lormova abeceda byla vytvořena v 19. stol. mladým hluchoslepým Hieronymem Lormem, který ji používal pro vlastní účely. Česká modifikace německé úpravy původní Lormovy abecedy byla provedena hluchoslepými osobami na edukačně rehabilitačním pobytu o.s. Lorm  – Společnost pro hluchoslepé v červnu roku 1993.
Způsob komunikace s hluchoslepým člověkem závisí především na rozsahu jeho postižení. Někteří hluchoslepí lidé využívají zbytků zraku a sluchu a mohou tak číst zvětšené písmo a slyšet pomocí sluchadla, jinou kombinací je úplná ztráta zraku se zbytky sluchu či naopak. Zde se ke komunikaci s okolím využívá Braillovo písmo, znakový jazyk či prstová abeceda. Největší pozornost potřebují však lidé zcela hluchoslepí, kteří se dorozumívají Lormovou abecedou, taktilním znakovým jazykem pro hluchoslepé, případně dalšími dohodnutými komunikačními technikami.
Ke komunikaci se využívá dlaňová strana nejlépe levé ruky, prsty ruky držíme mírně napjaté a roztažené. Mluvčí vyznačuje jednotlivá písma svým ukazováčkem dotykem do dlaně a na prsty ruky příjemce.

### Písmena
- A 	bod na bříšku palce
- B  	tah po ukazováčku od bříška prstu k dlani
- C  	bod na zápěstí
- D  	tah po prostředníčku od bříška prstu k dlani
- E  	bod na bříšku ukazováčku
- F  	současné stisknutí špiček ukazováčku a prostředníčku ze strany
- G  	tah po prsteníčku od bříška prstu k dlani
- H  	tah po malíčku od bříška prstu k dlani
- CH  	současné stisknutí špiček prsteníčku a malíčku ze strany
- I  	bod na bříšku prostředníčku
- J  	stisk špičky prostředníčku ze strany
- K  	bod čtyř špiček prstů do dlaně
- L  	dlouhý tah po prostředníčku od bříška prstu přes dlaň k zápěstí
- M  	bod pod malíčkem
- N  	bod pod ukazováčkem
- O  	bod na bříšku prsteníčku
- P  	tah po vnější straně ukazováčku směrem ke špičce ukazováčku
- Q  	tah po vnější straně malíčku směrem ke špičce malíčku
- R  	postupné pokládání bříšek prstů ukazováčku, prostředníčku a prsteníčku do dlaně
- S  	ukazováčkem kruh na dlani
- T  	tah po palci od bříška prstu k dlani
- U  	bod na bříšku malíčku
- V  	bod pod palcem
- W 	dvakrát bod pod palcem
- X  	tah podél zápěstí zleva doprava
- Y 	tah pod prsty směrem od ukazováčku k malíčku
- Ý  	tah pod prsty směrem od ukazováčku k malíčku, tah zakončit po vnější straně malíčku směrem ke špičce malíčku
- Z  	šikmá čára přes dlaň od palce k malíčku

### Dlouhé samohlásky
Krátká čára po bříšku prstu dané samohlásky směrem ke špičce prstu.

### Písmena s háčky
Písmena s háčky se vyznačují dvěma po sobě jdoucími dotyky. Nejprve se vyznačí háček dotykem v ohbí mezi palcem a ukazováčkem, poté se přidá příslušné písmeno.

### Číslice
Čísla lze vyjádřit dvěma způsoby:
1. arabské číslice napsat obrysově do dlaně; označení tisíc, milión, miliarda zkratkou (tis., mil., mld.)
2. použít značení jako v Braillově písmu: 1=A, 2=B, 3=C, 4=D, 5=E, 6=F, 7=G, 8=H, 9=I, 0=J, před číslicí použít tah obráceného „L" (dlouhá čára od zápěstí po bříško prostředníčku)

### Mezera mezi slovy
Plochou ruky přejet jedenkrát po dlani.

### Konec věty
Plochou ruky přejet dvakrát po dlani.  

### Nerozumím
Zavřít dlaň.

### Omyl
Lehké klepnutí do dlaně.